# Galáxia Anã de Hydra II
A Galáxia Anã de Hydra II é uma galáxia satélite da Via Láctea e faz parte do Grupo Local, foi descoberta no ano de 2015, através dos dados obtidos pelo Survey of the MAgellanic Stellar History (SMASH). Encontra-se na constelação de Hydra, localizada a 128 kpc da Terra. É classificada como uma galáxia anã esferoidal (dSph) o que significa que ela tem uma forma aproximadamente arredondada com um raio de cerca de 0,14 kpc.